# Кордильєра-Ампато
Кордильєра-Ампато (ісп. Cordillera Ampato) — гірський хребет, частина масиву Кордильєра-Оксиденталь Перуанських Анд, що вкриває район розмірами приблизно 135x148 км. Найвищі вершини: Ампато (6288 м), Уалка-Уалка (6025 м) і Сабанкая (5976 м). Деякі джерела (наприклад USGS) використовують ширше визначення хребта, включаючи масиви гір Коропуна (6405 м) і Солімана (6093 м), що зазвичай відносяться до Кордильєри-Чила. Хребет належить до басейну Тихого океану, головними річками, що стікають з нього є Ріо-де-Махес і Ріо-Сіуас.